# Abdelkerim Idriss Déby
Abdelkerim Idriss Déby est un conseiller aux Affaires africaines et Internationales à la Présidence de la République du Tchad, il est le frère du président Mahamat Idriss Déby.

## Biographie

### Enfance, éducation et débuts
Abdelkerim Idriss Déby est le frère du président Mahamat Idriss Déby.

### Carrière
Abdelkerim Idriss Déby est conseiller aux Affaires africaines et Internationales à la Présidence de la République du Tchad,,.